# 馬氏深海電鰩
馬氏深海電鰩（學名：Benthobatis marcida），又稱馬氏深海電鱝，為軟骨魚綱電鰩目雙鰭電鰩科雙鰭電鰩屬的一種，分布於中西大西洋美國南卡羅萊納州至古巴北部海域，深度200至923公尺，本魚體盤橢圓且細長，吻部狹長，眼睛退化埋於皮膚下方，尾部呈橢圓形，腹鰭邊緣與尾部兩側的尖端相連，背部顏色紋路為淺棕色至黃棕色，腹部白色至黃白色，有時在後腹盤表面、腹側骨盆鰭區域和嘴周圍有明顯的黃色斑紋，尾鰭長度遠小於尾長的1/2，相對較明顯的上葉和下葉，下葉強烈凸出，背鰭和尾鰭之間的距離大約等於第一背鰭和第二背鰭之間的距離，體長可達50公分，棲息在沙泥底質海域，為深海底棲性魚類，屬肉食性，體內的發電器官，可能用來防禦或捕食，生活習性不明。